# Convocazioni per il campionato europeo maschile di calcio 1968
Elenco dei giocatori convocati da ciascuna Nazionale partecipante agli Europei di calcio 1968.

## Inghilterra[1]
Allenatore:  Alf Ramsey
| N. | Pos. | Giocatore       | Data nascita (età) | Pres. | Squadra         |
| -- | ---- | --------------- | ------------------ | ----- | --------------- |
| 1  | P    | Gordon Banks    | 30 dicembre 1937   |       | Stoke City      |
| 2  | D    | Keith Newton    | 23 giugno 1941     |       | Blackburn       |
| 3  | D    | Ray Wilson      | 17 dicembre 1934   |       | Everton         |
| 4  | C    | Alan Mullery    | 23 novembre 1941   |       | Tottenham       |
| 5  | D    | Brian Labone    | 23 gennaio 1940    |       | Everton         |
| 6  | D    | Bobby Moore     | 12 aprile 1941     |       | West Ham Utd    |
| 7  | C    | James Alan Ball | 12 maggio 1945     |       | Everton         |
| 8  | A    | Roger Hunt      | 20 luglio 1938     |       | Liverpool       |
| 9  | C    | Bobby Charlton  | 11 ottobre 1937    |       | Manchester Utd  |
| 10 | A    | Geoff Hurst     | 8 dicembre 1941    |       | West Ham Utd    |
| 11 | C    | Martin Peters   | 8 novembre 1943    |       | West Ham Utd    |
| 12 | P    | Alex Stepney    | 18 settembre 1942  |       | Manchester Utd  |
| 13 | P    | Gordon West     | 24 aprile 1943     |       | Everton         |
| 14 | C    | Cyril Knowles   | 13 luglio 1944     |       | Tottenham       |
| 15 | D    | Jack Charlton   | 8 maggio 1935      |       | Leeds Utd       |
| 16 | D    | Tommy Wright    | 21 ottobre 1944    |       | Everton         |
| 17 | C    | Nobby Stiles    | 18 maggio 1942     |       | Manchester Utd  |
| 18 | A    | Mike Summerbee  | 15 dicembre 1942   |       | Manchester City |
| 19 | D    | Norman Hunter   | 29 ottobre 1943    |       | Leeds Utd       |
| 20 | C    | Colin Bell      | 26 febbraio 1946   |       | Manchester City |
| 21 | A    | Jimmy Greaves   | 20 febbraio 1940   |       | Tottenham       |
| 22 | A    | Peter Thompson  | 27 novembre 1942   |       | Liverpool       |

## Italia[2]
Allenatore:  Ferruccio Valcareggi
I calciatori della selezione italiana furono numerati secondo un rigido ordine alfabetico (il medesimo criterio fu adottato da loro stessi nel 1966 e anche dai Paesi Bassi nel 1974 e dall'Argentina nel 1978, 1982 e 1986).
| N. | Pos. | Giocatore            | Data nascita (età) | Pres. | Squadra    |
| -- | ---- | -------------------- | ------------------ | ----- | ---------- |
| 1  | P    | Enrico Albertosi     | 2 novembre 1939    | 18    | Fiorentina |
| 2  | A    | Pietro Anastasi      | 7 aprile 1948      | 0     | Varese     |
| 3  | D    | Angelo Anquilletti   | 25 aprile 1943     | 0     | Milan      |
| 4  | D    | Giancarlo Bercellino | 9 ottobre 1941     | 5     | Juventus   |
| 5  | D    | Tarcisio Burgnich    | 25 aprile 1939     | 21    | Inter      |
| 6  | C    | Giacomo Bulgarelli   | 24 ottobre 1940    | 29    | Bologna    |
| 7  | D    | Ernesto Castano      | 2 maggio 1939      | 3     | Juventus   |
| 8  | C    | Giancarlo De Sisti   | 13 marzo 1943      | 2     | Fiorentina |
| 9  | A    | Angelo Domenghini    | 25 agosto 1941     | 13    | Inter      |
| 10 | D    | Giacinto Facchetti   | 18 luglio 1942     | 34    | Inter      |
| 11 | C    | Giorgio Ferrini      | 18 agosto 1939     | 5     | Torino     |
| 12 | D    | Aristide Guarneri    | 7 marzo 1938       | 19    | Bologna    |
| 13 | C    | Antonio Juliano      | 23 dicembre 1942   | 10    | Napoli     |
| 14 | C    | Giovanni Lodetti     | 10 agosto 1942     | 16    | Milan      |
| 15 | A    | Sandro Mazzola       | 8 novembre 1942    | 29    | Inter      |
| 16 | A    | Pierino Prati        | 13 dicembre 1946   | 2     | Milan      |
| 17 | A    | Gigi Riva            | 7 novembre 1944    | 6     | Cagliari   |
| 18 | C    | Gianni Rivera        | 18 agosto 1943     | 31    | Milan      |
| 19 | D    | Roberto Rosato       | 18 agosto 1943     | 15    | Milan      |
| 20 | D    | Sandro Salvadore     | 29 novembre 1939   | 29    | Juventus   |
| 21 | P    | Lido Vieri           | 16 luglio 1939     | 4     | Torino     |
| 22 | P    | Dino Zoff            | 28 febbraio 1942   | 1     | Napoli     |

## URSS[3]
Allenatore:  Mikhail Yakushin
| N. | Pos. | Giocatore             | Data nascita (età) | Pres. | Squadra        |
| -- | ---- | --------------------- | ------------------ | ----- | -------------- |
| 1  | P    | Yuri Pshenichnikov    | 2 giugno 1940      | 15    | CSKA Mosca     |
| 2  | C    | Viktor Anichkin       | 8 dicembre 1941    | 20    | Dinamo Mosca   |
| 3  | D    | Valentin Afonin       | 22 dicembre 1939   | 32    | SKA Rostov     |
| 4  | A    | Anatoliy Banishevskiy | 23 febbraio 1946   | 38    | Neftçi Baku    |
| 5  | A    | Anatolij Byšovec      | 23 aprile 1946     | 16    | Dinamo Kiev    |
| 6  | C    | Valery Voronin        | 17 luglio 1939     | 66    | Torpedo Mosca  |
| 7  | A    | Gennady Yevriuzhikin  | 4 luglio 1944      | 7     | Dinamo Mosca   |
| 8  | D    | Jurij Istomin         | 3 luglio 1944      | 9     | CSKA Mosca     |
| 9  | P    | Anzor Kavazashvili    | 19 luglio 1940     | 20    | Torpedo Mosca  |
| 10 | D    | Volodymyr Kaplyčnyj   | 26 maggio 1944     | 7     | CSKA Mosca     |
| 11 | A    | Eduard Malofeyev      | 2 giugno 1942      | 28    | Dinamo Minsk   |
| 12 | C    | Vladimir Muntyan      | 14 settembre 1946  | 0     | Dinamo Kiev    |
| 13 | A    | Givi Nodia            | 2 gennaio 1948     | 2     | Dinamo Tbilisi |
| 14 | P    | Evgeni Rudakov        | 2 gennaio 1942     | 1     | Dinamo Kiev    |
| 15 | D    | Vladimir Levchenko    | 18 febbraio 1944   | 2     | Dinamo Kiev    |
| 16 | C    | Murtaz Khurtsilava    | 5 gennaio 1943     | 30    | Dinamo Tbilisi |
| 17 | C    | Igor Chislenko        | 4 gennaio 1939     | 53    | Dinamo Mosca   |
| 18 | D    | Al'bert Šesternëv     | 20 giugno 1941     | 59    | CSKA Mosca     |
| 19 | C    | Aleksandr Lenëv       | 25 settembre 1944  | 6     | Torpedo Mosca  |
| 20 | C    | Kakhi Asatiani        | 1º gennaio 1947    | 2     | Dinamo Tbilisi |
| 21 | D    | Gennady Logofet       | 15 febbraio 1942   | 9     | Spartak Mosca  |
| 22 | A    | Nikolai Smolnikov     | 10 marzo 1949      | 3     | Neftçi Baku    |

## Jugoslavia[4]
Allenatore:  Rajko Mitić
| N. | Pos. | Giocatore           | Data nascita (età) | Pres. | Squadra         |
| -- | ---- | ------------------- | ------------------ | ----- | --------------- |
| 1  | P    | Ilija Pantelić      | 2 agosto 1942      |       | Vojvodina       |
| 2  | D    | Mirsad Fazlagić     | 4 aprile 1943      |       | Sarajevo        |
| 3  | D    | Milan Damjanović    | 15 ottobre 1943    |       | Partizan        |
| 4  | C    | Borivoje Đorđević   | 2 agosto 1948      |       | Partizan        |
| 5  | D    | Blagoje Paunović    | 4 giugno 1947      |       | Partizan        |
| 6  | D    | Dragan Holcer       | 19 gennaio 1945    |       | Hajduk Spalato  |
| 7  | C    | Ilija Petković      | 22 settembre 1945  |       | OFK Belgrado    |
| 8  | C    | Ivica Osim          | 6 maggio 1941      |       | Željezničar     |
| 9  | A    | Vahidin Musemić     | 29 ottobre 1946    |       | Sarajevo        |
| 10 | C    | Rudolf Belin        | 4 novembre 1942    |       | Dinamo Zagabria |
| 11 | A    | Dragan Džajić       | 30 maggio 1946     |       | Stella Rossa    |
| 12 | P    | Radomir Vukčević    | 15 settembre 1944  |       | Hajduk Spalato  |
| 13 | P    | Ratomir Dujković    | 24 febbraio 1946   |       | Stella Rossa    |
| 14 | D    | Rajko Aleksić       | 19 febbraio 1947   |       | Vojvodina       |
| 15 | C    | Miroslav Pavlović   | 23 ottobre 1942    |       | Stella Rossa    |
| 16 | C    | Jovan Aćimović      | 21 giugno 1948     |       | Stella Rossa    |
| 17 | D    | Mladen Ramljak      | 1º luglio 1945     |       | Dinamo Zagabria |
| 18 | D    | Ljubomir Mihajlović | 4 settembre 1943   |       | Partizan        |
| 19 | C    | Ivan Brzić          | 28 maggio 1941     |       | Vojvodina       |
| 20 | A    | Boško Antić         | 7 gennaio 1945     |       | Sarajevo        |
| 21 | C    | Dobrivoje Trivić    | 26 ottobre 1943    |       | Vojvodina       |
| 22 | A    | Idriz Hošić         | 17 febbraio 1944   |       | Partizan        |